# 垫状卷柏
垫状卷柏（学名：Selaginella pulvinata）为卷柏科卷柏属下的一个种。

## 外部連結
- 卷柏 Juanbai（页面存档备份，存于） 中藥材圖像數據庫 (香港浸會大學中醫藥學院)